# 운담초등학교
운담초등학교는 대한민국 경기도 포천시에 있는 공립 초등학교이다.

## 학교 연혁
- 1956년 7월 12일 일동국민학교 운담분교장 개교
- 1960년 4월 1일 운담국민학교로 승격
- 1981년 3월 11일 병설유치원 개원
- 1996년 3월 1일 운담초등학교로 개칭
- 2021.05.25 교문설치, 보차도 완공
- 2021.06.28 유치원 소방, 현관 자동출입문, 화장실 리모델링 완료
- 2022.01.04 제61회 졸업식(누계 3,468명)
- 2022.02.15 교내 복도바닥(복도턱포함), 돌봄교실리모델링 완료
- 2023.01.04 제62회 졸업식(누계 3,479명)
- 2023.02.24 창고 지붕설치, 급식실 내부 수리 완료
- 2023.02.25 도자기실 리모델링 완료
- 2023.02.28 교사동 화장실, 교무실과 교장실 리모델링 완료
- 2023.03.01 초등학교 6학급, 특수 1학급, 병설유치원 1학급 편성
- 2024. 03.01. 초등학교 5학급, 특수 1학급, 병설유치원 1학급 편성
- 2024. 03.01. 제 24대 김장규 교장 취임

## 참고 자료
- 운담초등학교 - 한국교육학술정보원 학교알리미